# Cratere Le Gentil
Le Gentil è un grande cratere lunare di 125,38 km situato nella parte sud-occidentale della faccia visibile della Luna.
Il cratere è dedicato all'astronomo francese Guillaume Le Gentil.

## Crateri correlati
Alcuni crateri minori situati in prossimità di Le Gentil sono convenzionalmente identificati, sulle mappe lunari, attraverso una lettera associata al nome.
| Le Gentil | Coordinate            | Diametro (in km) |
| --------- | --------------------- | ---------------- |
| A         | 74°37′48″S 52°37′48″W | 37               |
| B         | 75°28′48″S 74°03′00″W | 15,72            |
| C         | 74°21′36″S 75°16′48″W | 18,68            |
| D         | 74°36′S 64°06′W       | 12,38            |
| G         | 71°44′24″S 59°07′12″W | 17,35            |